# 坂梨隆三
坂梨 隆三（さかなし りゅうぞう、1941年 - ）は、日本の国語学者、東京大学名誉教授。熊本県生まれ。
1966年、東京大学文学部卒業。1969年5月、同大学院人文科学研究科博士課程中途退学。同年6月、東京大学文学部助手。1972年岡山大学法学部講師、1976年1月同助教授、同年10月茨城大学人文学部助教授。1981年、東京大学助教授、1989年同教授。2003年、定年退官、名誉教授、帝京大学教授。2012年、帝京大学退職。

## 著書
- 『近世語法研究』武蔵野書院　2006

## 編著
- 『江戸時代の国語　上方語』（国語学叢書6）東京堂出版 1987
- 『五十音引き講談社漢和辞典』竹田晃共編 講談社 1997
- 『日本語の歴史』山口明穂、鈴木英夫、月本雅幸共著 東京大学出版会 1997
- 『好色伝受　本文・総索引・研究』小木曽智信、酒井わか奈、村上謙共著 笠間書院 2000
- 『日本語の歴史』月本雅幸共著 放送大学教育振興会 2001
- 『近世の語彙表記』武蔵野書院 2004